# 第1航空隊 (海上自衛隊)
第1航空隊（だいいちこうくうたい、Air Patrol Squadron 1）は、海上自衛隊航空集団第1航空群隷下の固定翼哨戒機部隊であり、鹿屋航空基地に所在する。

## 概要
前身は1958年（昭和33年）8月5日、「鹿屋航空隊」隷下に編成された「第1飛行隊」であり、その後1961年（昭和36年）9月1日「航空集団」発足に伴い「鹿屋航空隊」は「第1航空群」と改称され、「第1飛行隊」は「第1航空隊」と改称された。2008年（平成20年）3月26日の海上自衛隊部隊再編に伴い、新生「第1航空隊」として再編され現在に至る。

## 沿革
- 1958年（昭和33年）8月5日：鹿屋航空隊に第1飛行隊（P2V-7×8機）が新編。
- 1961年（昭和36年）9月1日：航空集団発足に伴い、鹿屋航空隊が第1航空群に改編され、第1飛行隊が第1航空隊に改編。
- 2008年（平成20年）3月26日：部隊改編により第1航空隊及び第7航空隊が廃止統合され、「第1航空隊」が新編。
- 2010年（平成22年）6月2日：ソマリア沖の海賊対策のために第4次派遣海賊対処行動航空隊としてP-3C哨戒機2機がジブチに派遣される。
- 2018年（平成30年）3月23日：第1列線整備隊が廃止[1]。
- 2019年（令和元年）7月29日：第1航空隊にP-1哨戒機が配備。

## 編成
- 航空隊本部
- 第11飛行隊
- 第12飛行隊

## 主要幹部
| 官職名        | 階級    | 氏名     | 補職発令日     | 前職                                 |
| ------------- | ------- | -------- | -------------- | ------------------------------------ |
| 第1航空隊司令 | 1等海佐 | 片山稔文 | 2024年08月15日 | 第203教育航空隊司令                  |
| 副長          | 1等海佐 | 川上貴士 | 2025年03月24日 | 海上幕僚監部防衛部運用支援課計画班長 |

| 代 | 氏名                 | 在職期間                        | 前職                                                                           | 後職                                                         |
| -- | -------------------- | ------------------------------- | ------------------------------------------------------------------------------ | ------------------------------------------------------------ |
| 01 | 植草重信 （2等海佐） | 1961年09月01日 - 1962年07月04日 | 鹿屋航空隊第1飛行隊長                                                          |                                                              |
| 02 | 松井操 （2等海佐）   | 1962年07月05日 - 1964年03月29日 | 第1航空隊勤務                                                                  |                                                              |
| 03 | 斉藤順 （2等海佐）   | 1964年03月30日 - 1965年12月15日 | 第1航空群司令部付                                                              | 第221教育航空隊司令                                          |
| 04 | 佐野好男 （2等海佐） | 1965年12月16日 - 1967年12月15日 | 第203教育航空隊司令                                                            | 第221教育航空隊司令                                          |
| 05 | 河野忠雄 （2等海佐） | 1967年12月16日 - 1969年09月14日 | 第1航空隊勤務                                                                  |                                                              |
| 06 | 福元正雄 （2等海佐） | 1969年09月15日 - 1970年12月15日 | 第203教育飛行隊長                                                              | 海上自衛隊幹部学校付                                         |
| 07 | 土岐勝彦 （2等海佐） | 1970年12月16日 - 1972年08月15日 | 第51航空隊研究指導隊長                                                         | 第1航空隊司令部付                                            |
| 08 | 野沢章悟             | 1972年08月16日 - 1973年12月15日 | 教育航空集団司令部幕僚                                                         | 八戸航空基地隊司令                                           |
| 09 | 橋口京一 （2等海佐） | 1973年12月16日 - 1975年04月30日 | 海上自衛隊幹部学校付                                                           | 海上幕僚監部防衛部運用課 部隊第2班長                         |
| 10 | 田中稔 （2等海佐）   | 1975年05月01日 - 1976年10月31日 | 第51航空隊研究指導隊長                                                         | 海上幕僚監部総務部人事課勤務                                 |
| 11 | 小嶋常男 （2等海佐） | 1976年11月01日 - 1978年01月31日 | 海上自衛隊第1術科学校教官 兼 研究部員                                          | 小月教育航空群司令部幕僚                                     |
| 12 | 梶山仁志             | 1978年02月01日 - 1979年06月30日 | 第1航空群司令部付                                                              | 海上幕僚監部総務部総務課渉外班長                             |
| 13 | 武村正一             | 1979年07月01日 - 1980年06月30日 | 第1航空群司令部付                                                              | 海上幕僚監部総務部総務課勤務                                 |
| 14 | 迫平正孝             | 1980年07月01日 - 1982年03月15日 | 海上自衛隊東京業務隊付                                                         | 海上幕僚監部防衛部防衛課編成班長                             |
| 15 | 松本哲雄             | 1982年03月16日 - 1983年03月15日 | 第1航空群司令部付                                                              | 統合幕僚会議事務局第5幕僚室勤務                              |
| 16 | 田中章智             | 1984年03月16日 - 1984年03月15日 | 防衛大学校助教授 兼 訓練教官 →1983年7月1日 1等海佐昇任                         | 小月教育航空群司令部幕僚                                     |
| 17 | 飯村巌               | 1984年03月16日 - 1985年07月04日 | 第1航空群司令部付                                                              | 第2航空群司令部幕僚                                          |
| 18 | 杉山靖樹             | 1985年07月05日 - 1986年08月31日 | 海上自衛隊東京業務隊付                                                         | 海上幕僚監部防衛部教育第2課 教育第2班長                      |
| 19 | 坂西厚隆             | 1986年09月01日 - 1988年04月01日 | 第51航空隊付                                                                   | 第1航空群司令部首席幕僚                                      |
| 20 | 大西秀男             | 1988年04月02日 - 1989年07月31日 | 厚木プログラム業務分遣隊司令                                                   | 航空集団司令部作戦幕僚                                       |
| 21 | 平田辰雄             | 1989年08月01日 - 1991年03月15日 | 海上幕僚監部人事教育部人事課補任班長                                           | 第1航空群司令部首席幕僚                                      |
| 22 | 田中太               | 1991年03月16日 - 1993年03月31日 | 第2航空群司令部幕僚                                                            | 第4航空群司令部首席幕僚                                      |
| 23 | 溝下素夫             | 1993年04月01日 - 1994年12月14日 | 海上幕僚監部防衛部装備体系課 航空機体系班長                                    | 第1航空群司令部首席幕僚                                      |
| 24 | 岸本條太郎           | 1994年12月15日 - 1996年06月30日 | 第51航空隊付                                                                   | 第31航空群司令部首席幕僚                                     |
| 25 | 山本博秋             | 1996年07月01日 - 1997年09月09日 | 海上自衛隊幹部学校学校教官                                                     | 統合幕僚学校学校教官                                         |
| 26 | 藤山眞樹             | 1997年09月10日 - 1998年06月30日 | 第1航空群司令部付                                                              | 統合幕僚会議事務局総務運営調整官 兼 総務班長                 |
| 26 | 高橋和男             | 1998年07月01日 - 1999年07月08日 | 海上幕僚監部防衛部防衛課防衛調整官                                             | 統合幕僚会議事務局第1幕僚室 総務運営調整官 兼 総務班長       |
| 27 | 小川幸一             | 1999年07月09日 - 2000年07月31日 | 第4航空隊司令                                                                  | 第5航空群司令部首席幕僚                                      |
| 28 | 河村克則             | 2000年08月01日 - 2001年06月28日 | 海上幕僚監部人事教育部補任課補任班長                                           | 海上幕僚監部人事教育部教育課長                               |
| 29 | 山本高英             | 2001年06月29日 - 2002年07月31日 | 第51航空隊副長                                                                 | 情報本部緊急・動態部第2課長                                  |
| 30 | 鮒田英一             | 2002年08月01日 - 2003年06月30日 | 海上幕僚監部防衛部防衛課編成班長                                               | 統合幕僚会議事務局第5幕僚室 防衛企画調整官 兼 総括班長       |
| 31 | 小松龍也             | 2003年07月01日 - 2004年06月30日 | 第51航空隊副長                                                                 | 航空集団司令部作戦幕僚                                       |
| 32 | 坂田竜三             | 2004年07月01日 - 2005年07月31日 | 海上幕僚監部人事教育部補任課補任班長 兼 海上自衛隊幹部学校勤務                 | 海上幕僚監部防衛部防衛課防衛調整官 兼 海上自衛隊幹部学校勤務 |
| 33 | 池太郎               | 2005年08月01日 - 2006年08月03日 | 海上幕僚監部防衛部防衛課業務計画班長 兼 海上自衛隊幹部学校勤務                 | 海上幕僚監部指揮通信情報部 指揮通信課長                      |
| 34 | 堀井博               | 2006年08月04日 - 2007年12月02日 | 下総教育航空群司令部幕僚                                                       | 海上自衛隊幹部学校主任教官                                   |
| 35 | 寺尾俊彦             | 2007年12月03日 - 2008年09月30日 | 海上幕僚監部総務部総務課渉外班長                                               | 海上幕僚監部人事教育部厚生課勤務                             |
| 36 | 佐藤達朗             | 2008年10月01日 - 2010年03月31日 | 海上幕僚監部防衛部運用支援課勤務 兼 総務部総務課渉外連絡官                     | 海上幕僚監部総務部総務課 情報公開・個人情報保護室長          |
| 37 | 平賀健一             | 2010年04月01日 - 2011年07月31日 | 海上幕僚監部人事教育部教育課教育班長 兼 個人訓練班長 兼 海上自衛隊幹部学校勤務 | 第2航空群司令部首席幕僚                                      |
| 38 | 真殿知彦             | 2011年08月01日 - 2012年07月25日 | 海上幕僚監部防衛部装備体系課 航空機体系班長                                    | 海上幕僚監部防衛部防衛課長 分析室長事務取扱                  |
| 39 | 小峯雅登             | 2012年07月26日 - 2013年08月21日 | 海上幕僚監部防衛部防衛課防衛調整官 兼 海上自衛隊幹部学校勤務                   | 統合幕僚監部防衛計画部防衛課長                               |
| 40 | 柴田俊司             | 2013年08月22日 - 2014年07月30日 | 統合幕僚監部首席後方補給官付 後方補給室長                                      | 海上自衛隊幹部学校運用教育研究部 図演装置運用課長            |
| 41 | 井上竜三             | 2014年07月31日 - 2015年08月03日 | 情報本部勤務                                                                   | 第1航空群司令部首席幕僚                                      |
| 42 | 黒田真               | 2015年08月04日 - 2016年07月31日 | 情報本部勤務                                                                   | 海上幕僚監部指揮通信情報部情報課 情報運用室長                |
| 43 | 降旗琢丸             | 2016年08月01日 - 2017年07月31日 | 海上幕僚監部防衛部防衛課編成班長                                               | 海上幕僚監部人事教育部教育課長                               |
| 44 | 本村雅久             | 2017年08月04日 - 2019年01月28日 | 第203教育航空隊司令                                                            | 退職                                                         |
| 45 | 富田一成             | 2019年01月29日 - 2019年03月31日 | 第1航空隊副長                                                                  | 航空集団司令部勤務                                           |
| 46 | 藤澤豊               | 2019年04月01日 - 2019年12月19日 | 第3航空隊司令                                                                  | 第51航空隊司令                                               |
| 47 | 田村知史             | 2019年12月20日 - 2021年03月14日 | 第1航空隊副長                                                                  | 海上幕僚監部総務部総務課勤務                                 |
| 48 | 竹内俊雅             | 2021年03月15日 - 2022年03月21日 | 航空集団司令部勤務                                                             | 防衛研究所主任研究官                                         |
| 49 | 岩政秀委             | 2022年03月22日 - 2023年08月20日 | 自衛艦隊司令部作戦幕僚部運用総括幕僚 兼 護衛艦隊司令部勤務                     | 第31航空群司令部首席幕僚                                     |
| 50 | 林和昭               | 2023年08月21日 - 2024年08月14日 | 小月教育航空隊司令                                                             | 退職                                                         |
| 51 | 片山稔文             | 2024年08月15日 -                | 第203教育航空隊司令                                                            |                                                              |

## 歴代運用機
- P2V-7（1958年 - 1971年）
- P-2J（1971年 - 1989年）
- P-3C（1989年 - 2021年）
- P-1（2019年 - ）

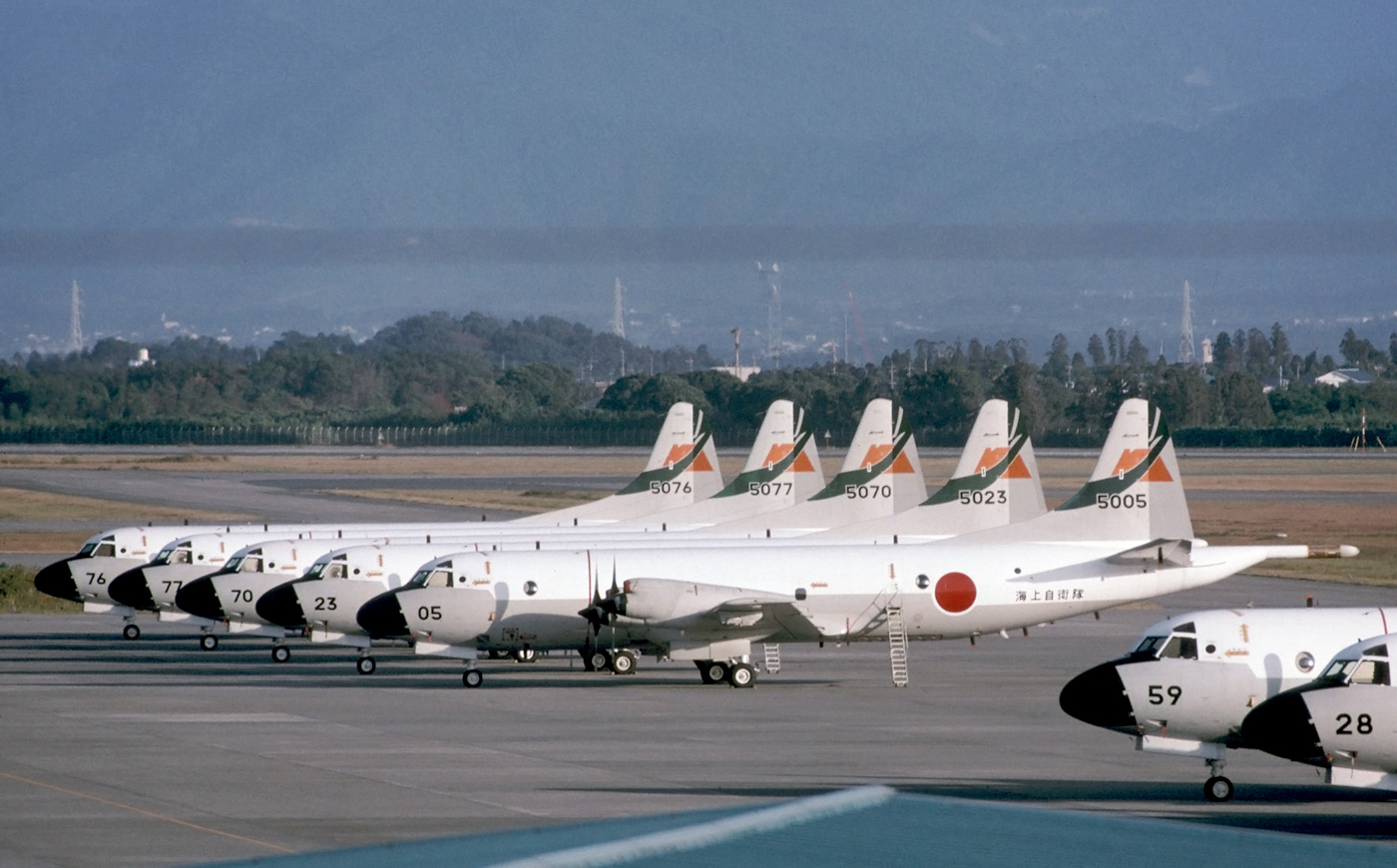
P-3C（ハイビジ塗装）
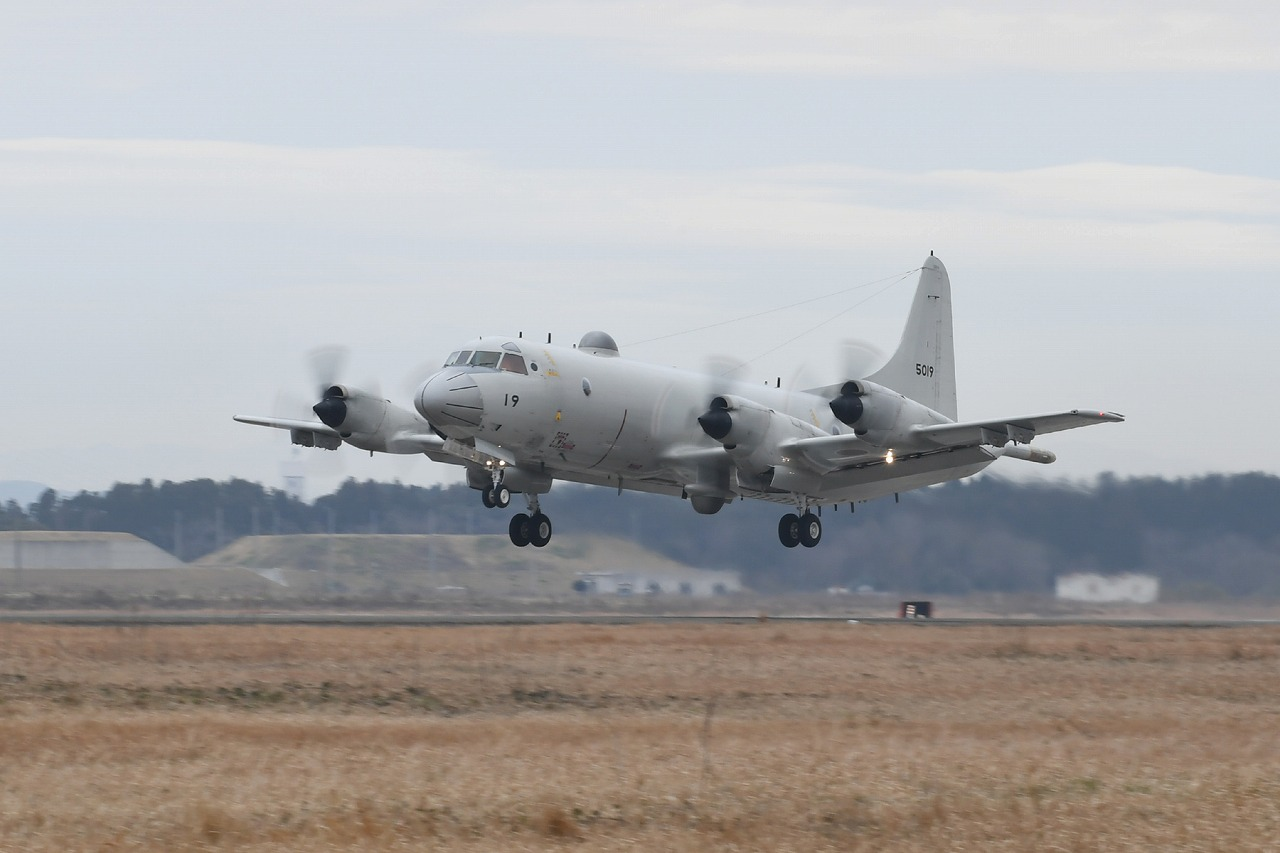
P-3C（ロービジ塗装）
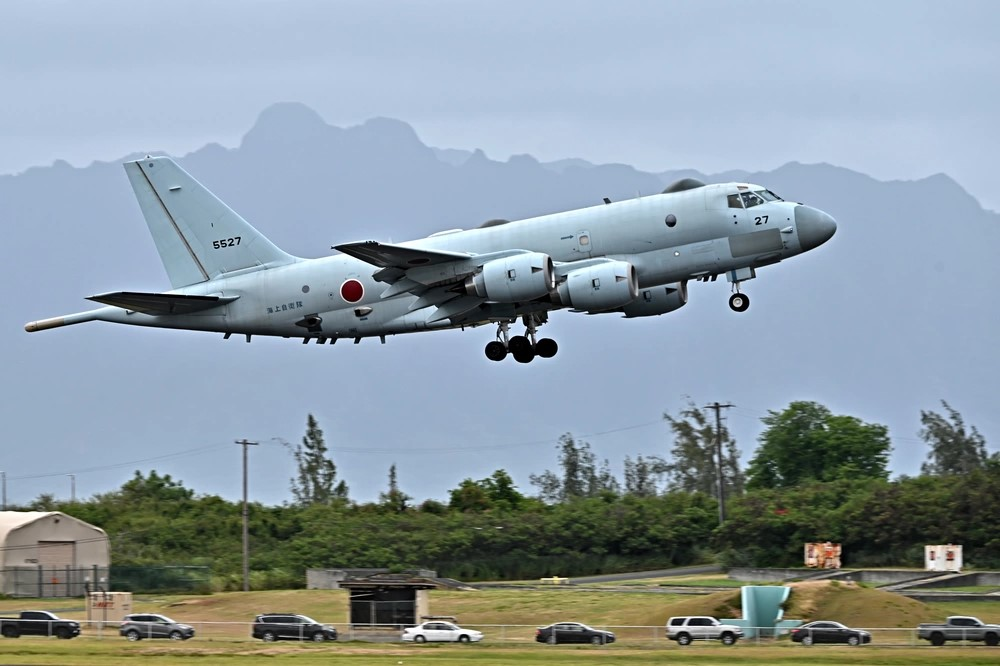
P-1